# DL Group
Daelim Group é um conglomerado industrial sul coreano que atua em diversos ramos da economia.

## Subsidiarias
- Daelim Industrial
- Daelim Corporation
- Samho
- KDC
- Daelim I&S
- Daelim C&S
- Glad Hotel & Resort